# Khaled Morad
Khaled Morad (en arabe : خالد مراد), né le 21 mars 1999, est un nageur égyptien.

## Carrière
Aux Jeux africains de 2019 à Casablanca, Khaled Morad remporte la médaille d'argent du relais 4 x 100 mètres quatre nages ; il est aussi quatrième de la finale du 200 mètres papillon.